# Нашвілл (Канзас)
Нашвілл (англ. Nashville) — місто (англ. city) в США, в окрузі Кінгмен штату Канзас. Населення — 54 особи (2020).

## Географія
Нашвілл розташований за координатами 37°26′17″ пн. ш. 98°25′22″ зх. д. / 37.43806° пн. ш. 98.42278° зх. д. (37.438148, -98.422692).  За даними Бюро перепису населення США в 2010 році місто мало площу 0,57 км², уся площа — суходіл. В 2017 році площа становила 0,53 км², уся площа — суходіл.

## Демографія
Згідно з переписом 2010 року, у місті мешкали 64 особи в 39 домогосподарствах у складі 19 родин. Густота населення становила 112 особи/км².  Було 55 помешкань (96/км²).
Расовий склад населення:
| - 98,4 % — білих - 1,6 % — чорних або афроамериканців |

До двох чи більше рас належало 0,0 %. Частка іспаномовних становила 0,0 % від усіх жителів.
За віковим діапазоном населення розподілялося таким чином: 6,2 % — особи молодші 18 років, 65,7 % — особи у віці 18—64 років, 28,1 % — особи у віці 65 років та старші. Медіана віку мешканця становила 55,0 року. На 100 осіб жіночої статі у місті припадало 146,2 чоловіків;  на 100 жінок у віці від 18 років та старших — 150,0 чоловіків також старших 18 років.
За межею бідності перебувало 17,9 % осіб, у тому числі 7,1 % дітей у віці до 18 років та 16,7 % осіб у віці 65 років та старших.
Цивільне працевлаштоване населення становило 23 особи. Основні галузі зайнятості: будівництво — 26,1 %, транспорт — 21,7 %, освіта, охорона здоров'я та соціальна допомога — 17,4 %.